# Stefan de Vylder
Klas Stefan Ludvig de Vylder, född 6 april 1945, är en svensk nationalekonom och författare.
Stefan de Vylder är son till Klas och Stina de Vylder. Han studerade på Handelshögskolan i Stockholm, där han blev civilekonom 1966. Han disputerade på samma högskola i nationalekonomi 1974 på en avhandling om Chiles ekonomi under Allendeepoken. Stefan de Vylder är sambo med journalisten och författaren Pia Gadd.